# Ignacio Abraham
Luis Ignacio Abraham (Arroyito, 12 gennaio 1998) è un calciatore argentino naturalizzato siriano, difensore del Banfield in prestito dall'Estudiantes (RC) e della nazionale siriana.

## Biorgafia
Nato in Argentina, ha antenati di origine siriana.

## Caratteristiche tecniche
È un terzino sinistro.

## Carriera

### Club
Cresciuto nel settore giovanile della Juventud Unida, ha debuttato in prima squadra nel corso della stagione 2018-2019 del Torneo Federal A. Nel 2022 è stato acquistato dall'Estudiantes (RC) con cui ha esordito in Primera B Nacional il 14 febbraio nell'incontro pareggiato 2-2 contro l'Instituto (C). Nel 2023 è stato ceduto in prestito al Chaco For Ever e l'anno successivo è rientrato al club biancoazzurro dove ha disputato una stagione da titolare.
Il 20 gennaio 2025 è stato ceduto in prestito al Banfielde tre giorni dopo ha debuttato in massima divisione nella partita vinta 1-0 contro il Defensa y Justicia.

### Nazionale
Nel 2024 ha ricevuto la prima convocazione da parte della nazionale siriana e l'11 ottobre ha fatto il suo esordio nell'inconto amichevole vinto 1-0 contro il Tagikistan.

## Statistiche

### Presenze e reti nei club
Statistiche aggiornate al 14 luglio 2025.
| Stagione        | Squadra          | Campionato      | Campionato | Campionato | Coppe nazionali | Coppe nazionali | Coppe nazionali | Coppe continentali | Coppe continentali | Coppe continentali | Altre coppe | Altre coppe | Altre coppe | Totale | Totale | Totale |
| Stagione        | Squadra          | Comp            | Pres       | Reti       | Comp            | Pres            | Reti            | Comp               | Pres               | Reti               | Comp        | Pres        | Reti        | Pres   | Reti   |        |
| --------------- | ---------------- | --------------- | ---------- | ---------- | --------------- | --------------- | --------------- | ------------------ | ------------------ | ------------------ | ----------- | ----------- | ----------- | ------ | ------ | ------ |
| 2018-2019       | Juventud Unida   | TFA             | 3          | 0          | CA              | 0               | 0               | -                  | -                  | -                  | -           | -           | -           | 3      | 0      |        |
| 2019-2020       | Juventud Unida   | TFA             | 17         | 0          | CA              | 0               | 0               | -                  | -                  | -                  | -           | -           | -           | 17     | 0      |        |
| 2020-2021       | Juventud Unida   | TFA             | 3          | 0          | -               | -               | -               | -                  | -                  | -                  | -           | -           | -           | 3      | 0      |        |
| 2021            | Juventud Unida   | TFA             | 27         | 0          | CA              | 0               | 0               | -                  | -                  | -                  | -           | -           | -           | 27     | 0      |        |
| 2022            | Estudiantes (RC) | PBN             | 21         | 2          | CA              | 0               | 0               | -                  | -                  | -                  | -           | -           | -           | 21     | 2      |        |
| 2023            | Chaco For Ever   | PBN             | 16         | 0          | CA              | 3               | 0               | -                  | -                  | -                  | -           | -           | -           | 19     | 0      |        |
| 2024            | Estudiantes (RC) | PBN             | 31         | 3          | CA              | 1               | 0               | -                  | -                  | -                  | -           | -           | -           | 32     | 3      |        |
| 2025            | Banfield         | PD              | 5          | 0          | CA              | 2               | 0               | -                  | -                  | -                  | -           | -           | -           | 7      | 0      |        |
| Totale carriera | Totale carriera  | Totale carriera | 124        | 5          |                 | 6               | 0               |                    | -                  | -                  |             | -           | -           | 130    | 5      |        |

### Cronologia presenze e reti in nazionale
| Cronologia completa delle presenze e delle reti in nazionale ― Siria | Cronologia completa delle presenze e delle reti in nazionale ― Siria | Cronologia completa delle presenze e delle reti in nazionale ― Siria | Cronologia completa delle presenze e delle reti in nazionale ― Siria | Cronologia completa delle presenze e delle reti in nazionale ― Siria | Cronologia completa delle presenze e delle reti in nazionale ― Siria | Cronologia completa delle presenze e delle reti in nazionale ― Siria | Cronologia completa delle presenze e delle reti in nazionale ― Siria |
| Data                                                                 | Città                                                                | In casa                                                              | Risultato                                                            | Ospiti                                                               | Competizione                                                         | Reti                                                                 | Note                                                                 |
| -------------------------------------------------------------------- | -------------------------------------------------------------------- | -------------------------------------------------------------------- | -------------------------------------------------------------------- | -------------------------------------------------------------------- | -------------------------------------------------------------------- | -------------------------------------------------------------------- | -------------------------------------------------------------------- |
| 11-10-2024                                                           | Songkhla                                                             | Tagikistan                                                           | 0 – 1                                                                | Siria                                                                | Amichevole                                                           | -                                                                    | 87’                                                                  |
| 14-10-2024                                                           | Songkhla                                                             | Thailandia                                                           | 2 – 1                                                                | Siria                                                                | Amichevole                                                           | -                                                                    | 40’                                                                  |
| 19-11-2024                                                           | Volgograd                                                            | Russia                                                               | 4 – 0                                                                | Siria                                                                | Amichevole                                                           | -                                                                    |                                                                      |
| Totale                                                               |                                                                      | Presenze                                                             | 3                                                                    |                                                                      | Reti                                                                 | 0                                                                    |                                                                      |